# Chyszówki

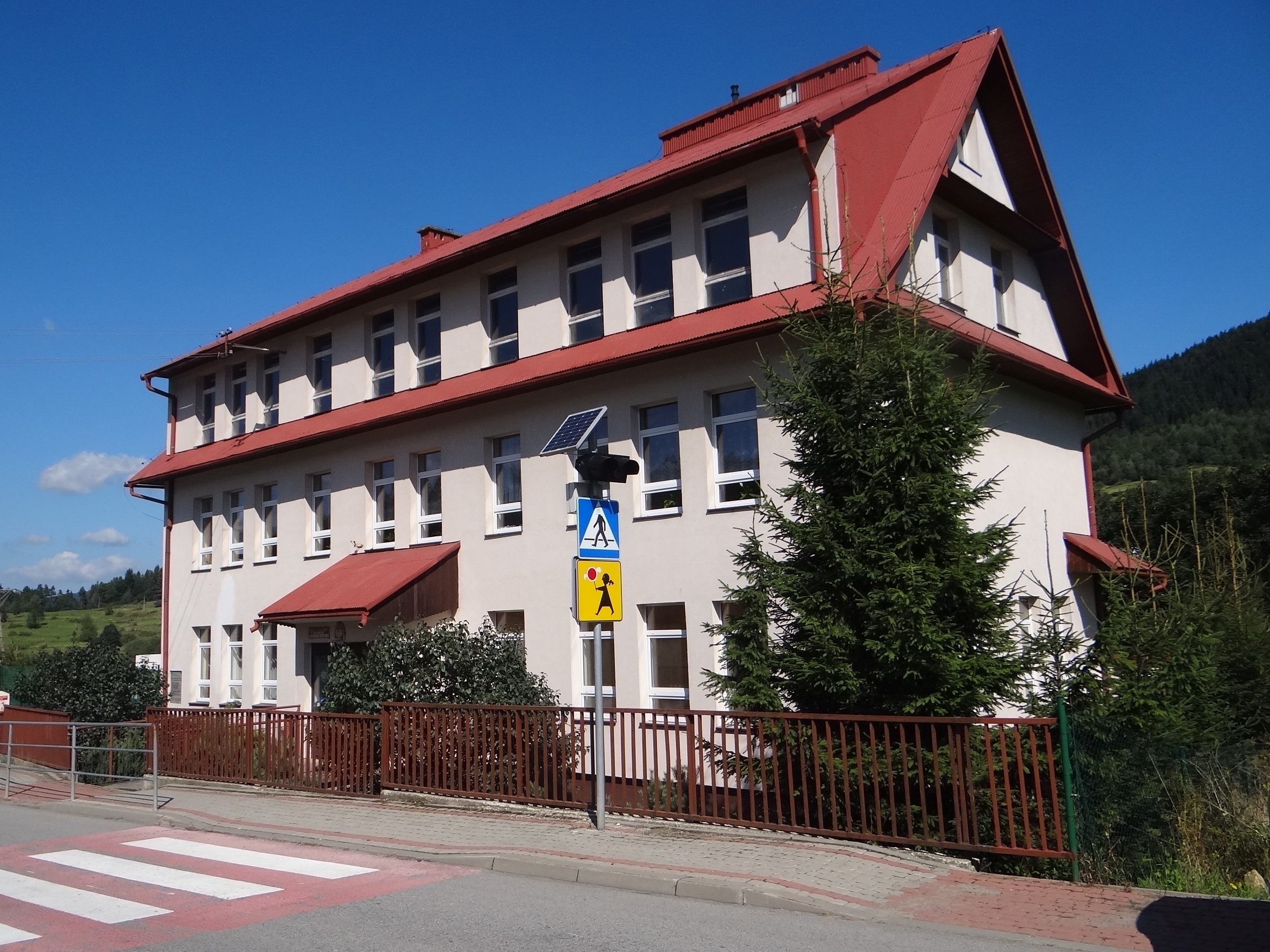
Szkoła

Chyszówki (daw. Chyżówki) – wieś w Polsce położona w województwie małopolskim, w powiecie limanowskim, w gminie Dobra.
W latach 1975–1998 wieś administracyjnie należała do województwa nowosądeckiego.
Powierzchnia wsi wynosi 10,43 km² i w 2015 r. zamieszkiwało ją 706 mieszkańców.

## Integralne części wsi
| części wsi | Biedówka, Do Jani, Do Sarysza, Drzyzgi, Gąsiory, Jany, Krawce, Lachy, Michałki, Moczarniki,Słuchanki, Słuchany, Smolenie, Ślimaki, Tokarzówka, Tracze, Trzopki, Turki, Wilki, Wojtówka, Wyrwichy, Zaświercze |

## Historia
Było to dawniej osiedle Jurkowa. Wieś powstała dzięki fali tzw. kolonizacji wołoskiej i osadnictwu na prawie wołoskim. Pod koniec XIX wieku kiedy właścicielami okolicznych dóbr byli bracia Zwierzynowie, wieś liczyła ponad 600 mieszkańców. W niektórych opracowaniach wieś nazywana jest Chyżówki. Obie nazwy mają znaczenie kulturowe gdyż pochodzą od wołoskiego słowa chysza lub chyża oznaczającego zagrodę chłopską, długi dom. 23 listopada 1914 doszło w okolicach wsi do zwycięskiej walki pomiędzy wojskami polskich legionistów a szwadronem kawalerii rosyjskiej. Wojska polskie wieczorem otoczyły wroga i po zlikwidowaniu strażników wzięli do niewoli wielu Rosjan z Korpusu Kawalerii generała Dragomirowa przy praktycznie zerowych stratach własnych. Wydarzenie uczczono wystawieniem po wojnie okazałego krzyża. Na przełęczy co roku odbywają się uroczystości patriotyczne. Oficjalna nazwa przełęczy im. Marszałka Edwarda Śmigłego-Rydza miała miejsce w 1938. Ludność okoliczna jednak ma w zwyczaju określać to miejsce jako Dział. Latem 2010 roku zakończono budowę drogi łączącej Słopnice z Chyszówkami.

## Położenie i turystyka
Wieś położona jest w dolinie potoku Chyszówka na stromych zboczach wzniesień Beskidu Wyspowego, pomiędzy Łopieniem, a Mogielicą, głównie na południowych stokach przełęczy Rydza-Śmigłego oddzielającej te dwa duże masywy górskie.

Sąsiaduje z Jurkowem oraz Słopnicami. Zabudowania Chyszówek znajdują się na wysokości od 530 m n.p.m. (osiedle Biedówka, na granicy z Jurkowem) do 745 m n.p.m. (osiedle do Sarysza). Z wysoko położonych i otwartych terenów wsi widoki na pobliski Ćwilin i Śnieżnicę, a z najwyższych rejonów wsi także na Pasmo Łososińskie, Cichoń, Ostrą, Modyń. Wieś ma duże walory turystyczne i letniskowe, a przebiegające przez nią szlaki turystyki pieszej i rowerowej umożliwiają zwiedzenie także dalszych zakątków Beskidu Wyspowego.
Na przełęczy Rydza-Śmigłego (700 m n.p.m.) w Chyszówkach znajduje się kamienny obelisk tego marszałka Polski przedwojennej, krzyż drewniany wystawiony w 1928 r. z fundacji Towarzystwa Młodzieży Polskiej oraz obelisk poświęcony żołnierzom AK, wystawiony we wrześniu 1998 roku.
Na terenie wsi znajduje się murowana kaplica pw. św. Józefa Robotnika, należąca do parafii w Jurkowie.

## Szlak turystyczny
– z Dobrej przez Łopień, Przełęcz Rydza-Śmigłego, Mogielicę, Przełęcz Słopnicką, Cichoń, Ostrą, Skiełek do Łukowicy.